# Епихин, Антон Александрович
Антон Александрович Епихин (17 июля 1988, Вологда, СССР) — российский футболист, нападающий.

## Карьера
Воспитанник московского «Динамо». Начинал свою карьеру в дублирующих составах «Динамо» и «Локомотива». С 2008 года выступал во Втором дивизионе. Первым взрослой командой Епихина стало «Динамо» из родной Вологды. Затем играл за «Локомотив-2», «Зеленоград» и «Истру».
В феврале 2011 года вместе с другим россиянином Дмитрием Вяльчиновым подписал контракт с эстонским клубом «Нарва-Транс». В его составе выступал в розыгрыше Лиги Европы, отметился одним голом в ворота македонского «Работнички». Всего в эстонской Мейстрилиге провёл 14 матчей, в которых забил 6 голов.
В 2011 году вернулся в Россию, где выступал за подмосковные «Витязь» и «Подолье». Летом 2016 года заключил контракт с орехово-зуевским клубом «Знамя Труда», в команде провёл один сезон.

## Достижения
- Финалист Кубка Эстонии (1): 2011/12